# Julgamento dos Vinte e Um
O Julgamento dos Vinte e Um foi um dos últimos dos processos de Moscou. Aconteceu em março de 1938 durante o fim do Grande Expurgo de Josef Stalin, então líder da União das Repúblicas Socialistas Soviéticas (URSS).

## O bloco de oposição
De fato, houve um bloco de oposição a Stalin. Trotskistas e comunistas de direita eram seus principais membros. Ela se originou porque os vários grupos de oposição aberta que tentaram se opor a Stalin no Partido Comunista falharam, e seus ex-membros mal tinham poder. O ex-líder da Oposição de Esquerda, Leon Trótski, foi deportado da União Soviética, Lev Kamenev e Grigori Zinoviev ocupavam posições baixas no partido, e os direitistas foram postos de lado politicamente. Alguns bolcheviques decidiram então formar grupos de oposição clandestina contra ele e a liderança do partido. O bloco foi formado no final de 1932 e foi uma aliança frouxa entre muitos deles. Trótski, Zinoviev e Kamenev foram alguns de seus membros. Este bloco, segundo alguns historiadores, ajudou a organizar o caso Ryutin, onde um manifesto foi aprovado entre muitos membros do partido que declararam que Stalin "deve ser removido pela força" e para a imediata "liquidação da ditadura de Stalin e seu clique ".
Pierre Broué e vários historiadores concluíram o bloco e a oposição deixou de existir no início de 1933, porque muitos de seus líderes foram presos. No entanto, alguns documentos encontrados após a busca de Broué mostraram que a Oposição Subterrânea permaneceu ativa mesmo na prisão, de fato, as prisões tornaram-se os centros de atividades dos trotskistas. 

## O julgamento
Os principais acusados no julgamento foram Aleksei Rykov, Nikolai Bukharin, Nikolai Krestinski, Christian Rakovsky e Genrikh Yagoda, todos Bolcheviques proeminentes. Os acusados foram denunciados como membros da "facção de direita de Trotsky" que estava querendo "derrubar o socialismo e restaurar o capitalismo" na Rússia. 
Assim como nos julgamentos anteriores, os réus foram acusados de uma série de crimes:
- assassinatos de Sergei Kirov, Valerian Kuybyshev, Vyacheslav Menzhinsky e Máximo Gorki e seu filho.
- tentativa de assassinato de Vladimir Lênin duas décadas antes.
- planejar o assassinato de Sverdlov, Viatcheslav Molotov, Lazar Kaganovitch, Kliment Vorochilov e Stalin.
- conspiração para forjar a economia através da sabotagem de minas, do sacrifício do gado e do descarrilhamento de trens.
- espionagem para agências de inteligência britânica, francesa, japonesa e alemã.
- fazerem acordos secretos com a Alemanha e o Japão, prometendo ceder a Bielorrússia, a Ucrânia e outras áreas da URSS para potências estrangeiras.

Todos os acusados confessaram durante o julgamento, que foi conduzido de maneira teatral, com exceção de Krestinsky, que inicialmente negou todas as acusações antes de confessar no dia seguinte. Ele afirmou: "eu inteira e completamente admito que sou culpado dos piores crimes dos quais sou acusado e admito minha completa responsabilidade pela traição e deslealdade que cometi".
Todos os réus, com a exceção de três, foram condenados por "cometerem graves ofensas previstas pelo Código Penal" e sentenciados à pena de morte por fuzilamento. Pletnev foi sentenciado a 25 anos de prisão, Rakovsky a 20, e Bessonov a 15 (Em setembro de 1941, eles foram assassinados num massacre de prisioneiros conduzido pela NKVD).
O sentenciamento de Yagoda, ex-chefe da NKVD, à morte foi intencional, a fim de simbolizar o fim da era de terror do Grande Expurgo.